# RoseLee Goldberg
RoseLee Goldberg, född 1947 i Durban i Sydafrikanska republiken, är en i USA verkande konsthistoriker och kurator för performancekonst. Hon är mest känd för att vara grundare och chef för Performa, en festivalorganisation för performancekonst i New York i USA.
RoseLee Goldberg växte upp i Durban och studerade först statsvetenskap och konsthistoria på University of the Witwatersrand i Johannesburg i Sydafrika. Hon läste också konsthistoria på Courtauld Institute of Art i London, där hon avlade en magisterexamen 1970.

## Yrkesverksamhet
RoseLee Goldberg har varit chef för Royal College of Arts konsthall i London. Hon arrangerade då föreställningar av konstnärer som Marina Abramović, Bernd och Hilla Becher, Christian Boltanski, Brian Eno, Piero Manzoni samt Christo och Jeanne-Claude. Hon flyttade till New York 1975 och blev 1978 kurator på konstcentret The Kitchen, där hon presenterade verk av bland andra Laurie Anderson, Philip Glass, Meredith Monk, Robert Wilson och Cindy Sherman.
År 2004 grundade RoseLee Goldberg Performa, en icke-vinstdrivande organisation för performancekonst. Denna syftar till att visa nya performancekonstprojekt och att organisera en biennal för performancekonst. RoseLee Goldberg har undervisat på New York University sedan 1987. Hon är (2017) biträdande professor i "Visual Arts Administration" vid New York University.

## Utmärkelser
År 2006 blev RoseLee Goldberg Riddare av Ordre des Arts et des Lettres.